# Wallenia bumelioides
Wallenia bumelioides är en viveväxtart som först beskrevs av August Heinrich Rudolf Grisebach, och fick sitt nu gällande namn av Carl Christian Mez. Wallenia bumelioides ingår i släktet Wallenia och familjen viveväxter. Inga underarter finns listade i Catalogue of Life.